# Willem Troost (Maler, 1812)
Willem Troost (* 14. Juni 1812 in Arnheim, Département Yssel-Supérieur; † 3. Mai 1893 in Barneveld, Provinz Gelderland) war ein niederländischer Landschaftsmaler und Lithograf.

## Leben

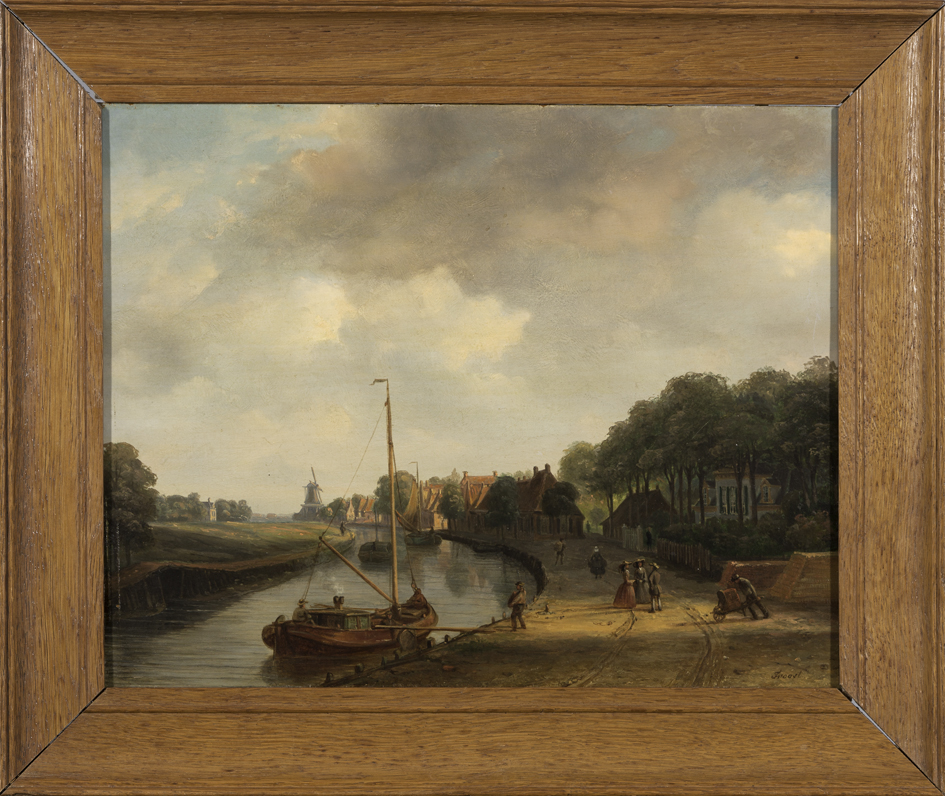
Ansicht einer niederländischen Stadt am Wasser, 19. Jahrhundert, Groninger Museum

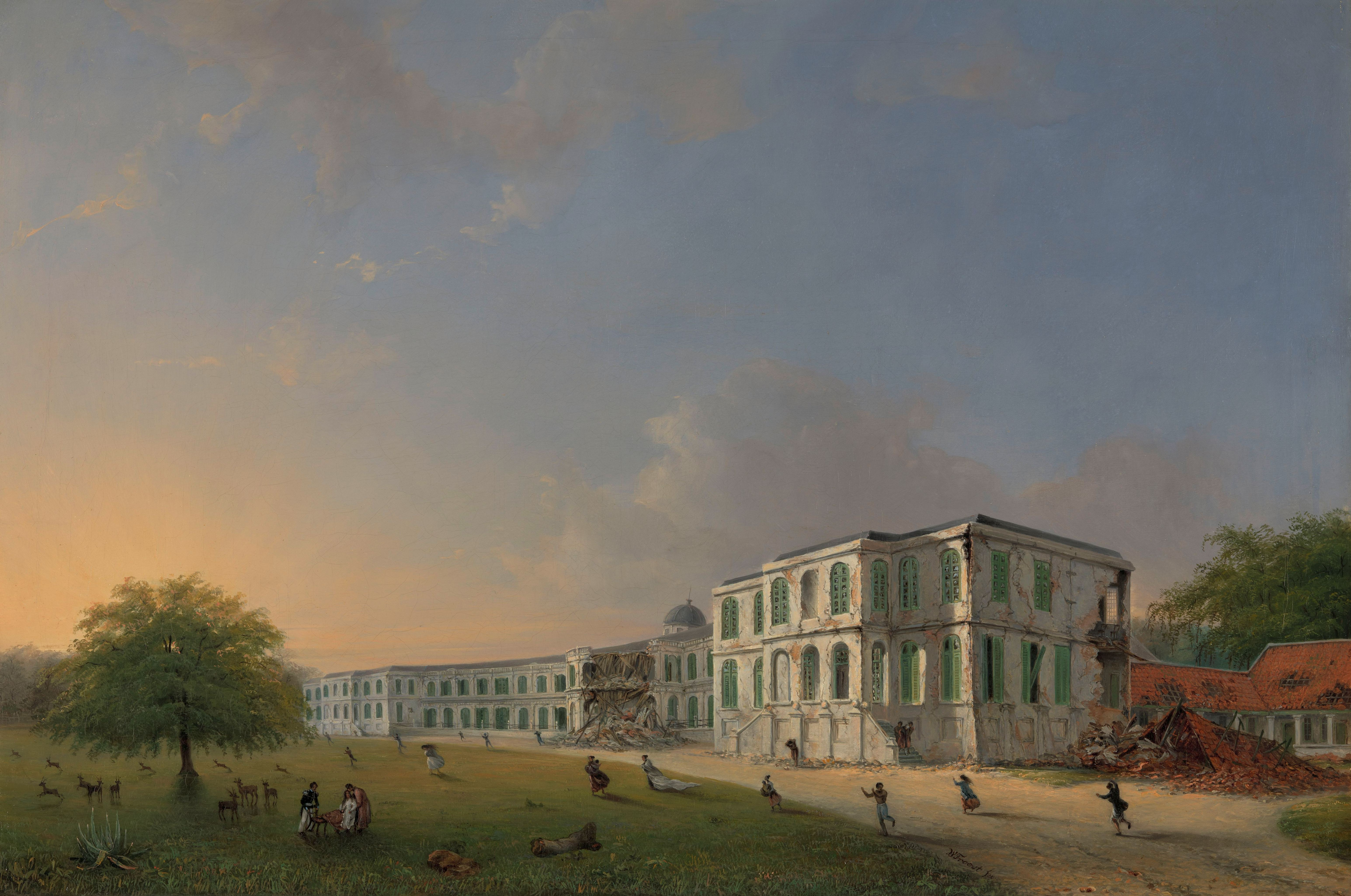
Schloss Buitenzorg in Bogor, Niederländisch-Indien, nach dem Erdbeben vom 10. Oktober 1834, Rijksmuseum Amsterdam

Troost studierte an der Koninklijke Academie van Beeldende Kunsten in Den Haag, 1839/1840 bei Bartholomeus Johannes van Hove, bis 1842 bei Andreas Schelfhout, die beide als Vorreiter der Haager Schule gelten. Troost lebte von 1842 bis 1849 in Schiedam, von 1855 bis 1862 in Leeuwarden, von 1868 bis 1871 in ’s Gravenmoer, von 1871 bis 1874 in Etten-Leur, von 1874 bis 1877 in Hoeven bei Halderberge, von 1877 bis 1881 in Sint-Oedenrode, van 1881 bis 1883 in Laren (Gelderland), danach in Barneveld, wo er im Alter von 80 Jahren starb.
Troost malte Landschaften, Ansichten, Begebenheiten und Bildnisse. 1838 stellte er eine Strandlandschaft in Köln aus. Zu seinen Lithografien zählten Eiswettlauf (1855), Yachtklub in Leeuwarden (1860), Ausfahrt der Heringsflotte sowie 20 Bildnisse von Zeitgenossen, die in die Sammlung des Kupferstichkabinetts des Rijksmuseum Amsterdam gelangten.  